# Ekaitz Santazilia
Ekaitz Santazilia Salvador (Pamplona, 13 de marzo de 1987) es un filólogo y lingüista español. Profesor de la  Universidad Pública de Navarra, dirige la revista Fontes linguae vasconum.

## Biografía
Santazilia es licenciado en Filología Vasca y doctor en Lingüística por la Universidad del País Vasco. Sus temas de investigación incluyen la historia del euskera en Navarra, la edición de textos vascos antiguos, la lingüística histórica y la historia de las ideas lingüísticas. Ha estudiado los sermones de Juan José Berrade y la versión más antigua de la canción de Berrus, así como un texto administrativo vasco de Vera de Bidasoa de 1822.

## Membresías
Es miembro del grupo de investigación Monumenta Linguae Vasconum de la UPV/EHU, así como miembro de I-COMMUNITAS - Instituto de Investigaciones Sociales Avanzadas y de la Cátedra de Patrimonio Inmaterial de Navarra de la UPNA. Miembro de la Asociación de Lingüistas y Filólogos Aziti Bihia, fue también vocal de Euskera y Cultura Popular en el Ateneo Navarro.
Es director de la revista Fontes linguae vasconum: studia et documenta, y miembro del consejo editorial de la revista Príncipe de Viana. También es miembro de la comisión editorial de la Dirección General de Cultura del Gobierno de Navarra - Institución Príncipe de Viana.
El 31 de mayo de 2024 fue nombrado académico correspondiente de la Real Academia de la Lengua Vasca.